# Liz Renay

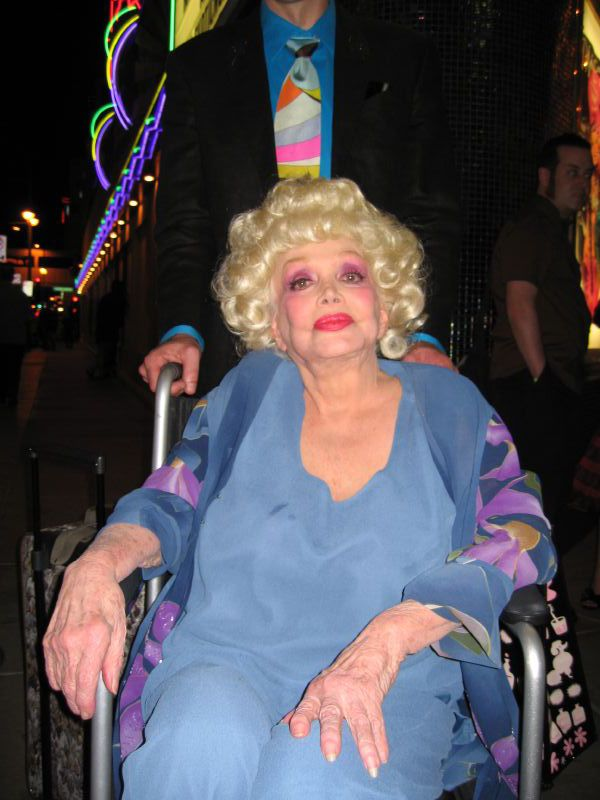
En el Miss Exotic World Pageant, 2006. foto Michael Albov

Liz Renay, nacida Pearl Elizabeth Dobbins (14 de abril de 1926 - 22 de enero de 2007) fue una escritora, actriz y delincuente estadounidense, especialmente conocida por su participación en la película de culto Desperate Living (1977) del director John Waters.
Liz Renay nació en Chandler, Arizona, en el seno de una familia evangélica el 16 de abril de 1926.
Renay fue la novia del gánster Mickey Cohen. Liz Renay fue encontrada culpable de perjurio y pasó 27 meses en el famoso correccional de Terminal Island, una isla artificial localizada en el condado de Los Ángeles y antiguamente llamada Isla Raza de Buena Gente. Otros célebres convictos que pasaron por esta prisión fueron, entre otros, Al Capone, Charles Manson, Flora Purim, Timothy Leary or Joe Bananas.
En su libro, My First 2,000 Men (Mis primeros 2000 hombres), asegura haber tenido aventuras amorosas con Joe DiMaggio, Regis Philbin, y Cary Grant entre otras muchas celebridades masculinas. 
Junto a su hija Brenda realizó una gira con un espectáculo burlesque y estriptis. Las actuaciones terminaron cuando en 1982, en su trigésimo noveno cumpleaños, Brenda se suicidó.
Otras obras literarias de Liz Renay son Staying Young y My Face for the World to See, que fue reeditado en 1992 con el subtítulo "A Cult Classic" (Un clásico de culto) y prologado por John Waters.
John Waters integró el título del libro de Renay My Face for the World to See en el diálogo de su película Female Trouble, un film protagonizado por Divine anterior a la colaboración del director con Renay.
Contrajo matrimonio un total de siete veces, cinco de las cuales concluyeron en divorcio y dos en viudez. 
Liz Renay falleció a la de edad de 80 años, el 20 de enero de 2007, en su ciudad adoptiva de Las Vegas, Nevada, a causa de un paro cardiopulmonar y una hemorragia gástrica. La sobrevivió un hijo, John McLain, de su segundo matrimonio.